# Mk 23 (РЛС)
Mk 23 (также TAS, англ. Target Aquisation System) — двухкоординатная РЛС воздушного обзора производства компании «Хьюз» (ныне «Райтеон»), применяется как радар обзора и целеуказания для зенитных ракетных комплексов «Си Спарроу» и RAM. По основным компонентам аналогичен британскому радару 967/968 ЗРК «Си Вулф».
Разработка радара началась в 1971 году, в апреле 1978 году было профинансировано производства 100 единиц системы, первые установки на кораблях относятся к октябрю 1980 года.

## Описание
Обладает возможностью сопровождения в процессе обзора целеуказания различным системам оружия, поэтому широко применяется в системах ПВО самообороны кораблей. В базовой конфигурации с компьютером AN/UYK-20 (память 60 тыс. слов) позволяет сопровождать 52 цели. С 1984 года поставляется с компьютером AN/UYK-44 (память 512 тыс. слов). Консоль оператора — AN/UYA-4 или AN/UYQ-21.
Гиростабилизированная антенна содержит 26 рупорных облучателей. Масса антенны составляет 900 кг, масса подпалубной аппаратуры — 3630 кг. Вертикальная ширина луча 75° позволяет обнаруживать как пикирующие, так и низколетящие цели. Основная энергия излучается на низких углах возвышения. Для отстройки от помех предусмотрена селекция движущихся целей. Используется частотно-модулированный сигнал с периодически меняющейся частотой модуляции.
Радар работает в двух режимах:
- Режим самообороны (малого радиуса) — 30 об/мин, дальность 37 км, частота импульсов 4000 Гц, первая слепая скорость 3500 км/ч.
- Режим средней дальности — 15 об/мин, дальность 167 км, частота импульсов 900 Гц.

В обоих режимах эхо-сигнал проходит цифровую селекцию движущихся целей. Имеется селекция по дальности, позволяющая исключить из рассмотрения близлежащие цели.
Стоимость единицы в ценах 1993 года составляет $9,5 млн.

## Модификации
- Mod 0 — экспериментальная модель с компьютером Mk 158, установленная на эсминце FF-1070 «Dowries»;
- Mod 1 — базовая модель с компьютером AN/UYK-20 и дисплеями OJ-451(V)9/UYQ-21, установленная на эсминцах типа «Спрюэнс»;
- Mod 3 — модель с компьютером AN/UYK-20 и дисплеями OJ-194(V)3/UYA-4 для вспомогательных судов (AOE/AOR);
- Mod 5 — модель Mod 1 с компьютером AN/UYK-44 (1984 год);
- Mod 6 — модель Mod 2 с компьютером AN/UYK-44 (1984 год);
- Mod 7, 8 — наиболее современные модели, устанавливаемые на последних авианосцах.

На судах классов AOE/AOR радар Mk 23 в настоящее время демонтирован, так как суда переданы командованию морских перевозок.

## Установки на кораблях
- Авианосец «Энтерпрайз»
- Авианосцы типа «Нимиц»
- Универсальные десантные корабли типа «Тарава»
- Универсальные десантные корабли типа «Уосп»
- Эскадренные миноносцы типа «Спрюэнс»